# Eight Songs for a Mad King
Eight Songs for a Mad King (en français, Huit chants pour un roi fou) est un monodrame chanté en anglais, composé par Peter Maxwell Davies (1934-2016) sur le livret de Randolph Staw basé sur des paroles du roi George III, atteint de démence à la fin de sa vie. Cette œuvre d'une grande technicité vocale (incluant des sons multiphoniques) a été créée pour l'acteur et chanteur sud-africain Roy Hart, ainsi que pour l'ensemble de musique de chambre des Pierrot Players. La première représentation a eu lieu le 22 avril 1969.

## Effectif
D'une durée d'une demi-heure, la pièce requiert un baryton ayant une maîtrise extraordinaire des techniques de jeu étendues (voir également la section : extended vocal techniques) se déployant sur plus de cinq octaves, et six instrumentistes (ensemble Pierrot et percussions) :
- Flûte (doublée au piccolo)
- Clarinette
- Percussions (un seul instrumentiste) : un sifflet de train, une caisse claire, deux cymbales suspendues, un charleston, deux wood-blocks, une grosse caisse, des chaînes, une crécelle, des toms, un tamtam, un tambourin, un rototom, des jouets émettant des cris d'oiseaux, deux temple-blocks, un carillon à vent, des crotales, des cloches de traineau, un glockenspiel, des barres d'acier, un didgeridoo
- Piano (doublé au clavecin et au dulcimer)
- Violon
- Violoncelle

## Structure
Les huit chants proviennent d'airs joués par une boîte à musique ayant appartenu à George III, airs qu'il a tenté d'apprendre à chanter à ses bouvreuils :
1. The Sentry (King Prussia's Minuet) [La Sentinelle (menuet du roi de Prusse)]
2. The Country Walk (La Promenade) [La Promenade champêtre]
3. The Lady-In-Waiting (Miss Musgrave's Fancy) [La Dame d'honneur (la Fantaisie de Madame Musgrave)]
4. To Be Sung on the Water (The Waterman) [Être chanté sur l'eau (Le Batelier)]
5. The Phantom Queen (He's Ay A-Kissing Me) [La Reine fantôme (Il m'embrasse)]
6. The Counterfeit (Le Conterfaite) [La Contrefaçon]
7. Country Dance (Scotch Bonnett) [Danse folklorique]
8. The Review (A Spanish March) [L'Examen (une marche espagnole)]

Le discours se présente comme un soliloque du roi, tandis que les six instrumentistes sont placés sur scène (idéalement) dans de grandes cages à oiseaux, et la folie du protagoniste atteint son paroxysme quand celui-ci est censé arracher le violon des mains du musicien et le fracasser.

## Édition et représentations
La partition est publiée par Boosey & Hawkes, et sa couverture montre des portées disposées comme les barreaux d'une cage à oiseaux (tel un calligramme).
Outre Roy Hart, les représentants de cette pièce ont inclus William Pearson, Michael Rippon, Thomas Meglioranza, Julius Eastman et Vincent Ranallo. Le baryton suédois Olle Persson a exécuté l'œuvre à Stockholm dans les années 1990. Le baryton britannique Richard Suart a joué la pièce à Gelsenkirchen, Milan, Helsinki, Strasbourg, Stavanger et Paris. Le baryton gallois Kelvin Thomas a chanté le rôle au Kammerspiele de Munich en 2011 et dans une production du Music Theatre Wales en 2013.